# Фурман, Василий Николаевич
Василий Николаевич Фу́рман (укр. Василь Миколайович Фурман; р. 2 декабря 1973, с. Шестаково, УССР) — украинский экономист, доктор экономических наук, член Совета Национального Банка Украины.

## Образование
В родном селе с отличием закончил «восьмилетку», а в дальнейшем и Катеринопольскую среднюю школу № 2 с медалью. В 1991 году поступил в Киевский национальный экономический университет, который закончил в 1996 году с красным дипломом по специальности «Экономика предпринимательства». С 1996 по 1999 год — в аспирантуре родного вуза, в 2000 году защитил кандидатскую диссертацию. В 2006 году защитил докторскую диссертацию, став самым молодым доктором экономических наук.

## Трудовая деятельность
В 1995 году, ещё во время учёбы в институте, Фурман начал работу в аналитическом отделе Украинского банка «Видродження». С августа 1996 года работал в «Проминвестбанке». Занимал должности ведущего экономиста департамента инвестиций, завотделом управления ценных бумаг, начальника управления банковского менеджмента.
В 2001 году Фурман назначен генеральным директором акционерной страховой компании «Вексель» — дочернего предприятия «Проминвестбанка». Возглавлять «Вексель» продолжал до декабря 2009 года. Позднее перешёл в страховую компанию UBI, где возглавлял наблюдательный совет.
Фурман — автор более чем 40 научных работ. Он стал вторым после В. П. Матвиенко ректором Киевского института банковского дела, открытого по инициативе Проминвестбанка в 1997 году. С 2016 года занимает должность заведующего кафедрой банковского дела Киевского института банковского дела. В 2010 году был назначен ректором Киевского института банковского дела.
Указом Президента Украины от 24.10.2016 № 470/2016 В.Фурман назначен членом Совета Национального Банка Украины.
За время деятельности Фурман удостоен ряда наград и почётных званий:
- «Самый успешный топ-менеджер Украины 2005 года»
- Лидер отраслевого рейтинга ООП 100 «Лучшие топ-менеджеры Украины 2005 года»
- Отличие за профессиональные достижения и личный вклад в развитие экономики Украины в 2005 году
- Лидер отраслевого рейтинга ООП 100 «Лучшие топ-менеджеры Украины 2005 года»[1].

## Общественная деятельность
Василий Фурман — член Катеринопольского землячества. Входил в десятку предвыборного списка Партии национально-экономического развития Украины (ПНЭРУ) на досрочных выборах 2007 года в Верховную Раду Украины. В августе 2011 года был избран Председателем общественной организации «Наш Дом — Шевченков Край», позиционировал себя беспартийным. В 2012 году был выдвинут кандидатом в Верховную раду Украины от партии УДАР.